# Carlo Mariani
Carlo Mariani (Milano, 5 dicembre 1823 – Milano, 2 dicembre 1883) è stato un ingegnere, architetto e militare italiano, tenente colonnello di artiglieria.

## Biografia
In gioventù Carlo Mariani era stato attratto dalla vita militare ma non potendo dare corso alle proprie aspirazioni sotto il regime austriaco, che dominava allora il Lombardo-Veneto, decise  di arruolarsi nella Legione Straniera per andare a combattere in Africa.
I genitori venuti a conoscenza dei suoi progetti lo convinsero a proseguire gli studi: ma Carlo si impegnò a proseguire gli studi finché la Patria non avesse avuto bisogno dei suoi figli, nel qual caso egli avrebbe immediatamente preso le armi.
E così avvenne: egli studiò ingegneria e architettura presso le università di Pavia e di Padova e tornato a Milano si dedicò particolarmente agli studi architettonici, partecipando e vincendo un concorso per il perfezionamento di un anno a Roma.
Il 18 marzo 1848, uscito di casa il mattino presto non vi ritornò che dopo cinque giorni, quando dopo una furiosa battaglia il popolo milanese riuscì a cacciare gli austriaci dalla città.
Da quel momento il Mariani iniziò la propria carriera militare, nel corpo di artiglieria organizzato dal governo provvisorio, partecipando alle operazioni  militari che si svolsero nel 1848 e nel 1849.
Dopo la sconfitta e il rientro degli austriaci il Mariani - essendo stati sciolti i corpi lombardi nei quali egli aveva combattuto - si arruolò nel corpo di artiglieria piemontese, divenendo capitano nel 1857 e partecipando alla guerra contro l'Austria del 1859 e alle campagne del 1860-61 nelle Marche, Umbria e nel Napoletano.
Durante la terza guerra di indipendenza del 1866 mentre si trovava a Piacenza quale vice direttore della direzione territoriale d'artigliera, venne coinvolto in un furioso incendio avvenuto per l'accensione delle polveri piriche e per salvarsi la vita dovette buttarsi da una finestra rompendosi una gamba.
Questo incidente determinò una svolta nella vita del Mariani che -lasciata la vita militare- si dedicò agli studi e alla famiglia.
Egli scrisse opere di contenuto militare e storico e acquistò fama soprattutto per la monumentale opera sulle guerre di indipendenza italiana e per il Plutarco italiano, opera messa a concorso dalla Società pedagogica, che fu premiata con una medaglia d'oro. 
Il 2 dicembre del 1883 colto da malore improvviso morì a sessant'anni di età.
Ebbe funerali imponenti, come riferito dai giornali milanesi dell'epoca a cui parteciparono autorità cittadine e militari.

## Opere
- Carlo Mariani, Progetto di un teatro moderno 1846 Valentini e C.
- Carlo Mariani, Dell'architettura, del disegno di una riforma di quest'arte e cenni storici intorno all'architettura italiana Genova 1852 Regia tipografia Ferrando
- Carlo Mariani, Sommario storico della Guerra Germanica del 1866, premiata con la croce di cavaliere della corona di Prussia
- Carlo Mariani, Il Plutarco italiano
- Carlo Mariani, Guerre di indipendenza italiana